# JAC Refine RF8
JAC Refine RF8 - выпускаемый с 2023 года минивэн китайской компании JAC Motors.

## История
Модель была представлена на в Автосалоне в Чэнду в декабре 2023 года.
Продажи в Китае начались 31 января 2024 года, стоимость от 169 900 до 209 900 юаней за бензиновую версию, и от 219 900 до 259 900 юаней за «гибридную» версию. Компания позиционирует модель в качестве конкурента GAC M8.
Российский офис бренда озвучивал планы привезти модель в Россию под оригинальной маркой JAC в четвёртом квартале 2024 года, однако, позже в СМИ появилась информация о вероятной сборки модели в России под брендом Соллерс в 2025 году.

## Описание
В отличие от предыдущих моделей в линейки минивэнов компании, JAC Refine M1/M3/M4/M5 — лицензионной копии японской модели Nissan NV200 или корейской модели Hyundai Starex, которая в свою очередь являлась лицензионным вариантом Mitsubishi Space Gear, а также M6 на их базе, но с дизайном от Toyota Alphard, это в техническом плане и по дизайну полностью новая самостоятельная модель компании.
Первая модель построенная на платформе MUSE, в 2025 и 2026 годах компания планирует ещё две модели минивэнов на этой платформе.
Платформа имеет базовый передний привод, передняя подвеска — типа McPherson, задняя — многорычажная.
Расположение ДВС поперечное, при этом платформа имеет большие возможности для создания гибридных и электрических вариантов.
Модель является самой крупной в линейке минивэнов компании, по длине уступает лишь удлинённой версии минивэна JAC Refine L6 Max.
Габариты: длина — 5 215 мм, ширина — 1 895 мм, а высота — 1 830 мм. Колёсная база — 3 100 мм.
Салон — трёхрядный, с посадочной формулой 2+2+2 либо 2+2+3, объем багажника в зависимости от числа мест варьируется от 700 до 2500 л.
Стандартно оснащается 2,0-литровым бензиновым турбомотором N20TG мощностью 253 л. с. и 400 Нм, работающему в связке с 8-ступенчатым «автоматом», разгон до 100 км/ч занимает 9,8 сек.
Версия «гибрид», внешне отличается только другой решёткой радиатора, а в салоне вместо единого двухэкранного табло мультимедийный экраны разделены и сам экран крупнее (15,6 дюйма), оснащена связкой из 1,5 литрового бензинового двигателя BHE15-BFZ мощностью 163 л. с. и 255 Нм и электромотором мощностью 218 л. с. и 350 Нм, суммарная отдача — 422 л. с. при 745 Нм., с 3-ступенчатой гибридной трансмиссией DHT, разгон до 100 км/ч занимает 7,3 сек. На электротяге запас хода более 200 км, в гибридном режиме с полным баком — 1200 км.
Полностью электрический вариант ожидается в 2025 году.